# Z33 (駆逐艦)
Z33（ドイツ語: Z 33）は、ドイツ海軍の保有した駆逐艦（Zerstörer）である。1936A型。

## 概要

### ドイツ時代
1940年12月22日に起工、1941年9月15日に進水し、1943年2月6日に就役した。
1943年9月、戦艦ティルピッツ、巡洋戦艦シャルンホルストなどと共にスピッツベルゲン島攻撃に参加した（ズィティリエン作戦）。12月には、シャルンホルストのJW55B船団攻撃に同行した。しかしながら、シャルンホルストは12月26日の北岬沖海戦で撃沈された。
1944年もノルウェー北部に留まり、機雷敷設を行ったり、ノルウェー北部からのドイツ軍の撤退を支援したりした。1945年2月7日にはフローラで座礁し、トロンハイムへ曳航された。3月22日にトロンハイムを離れてドイツへ向かい、その後退役した。

### ソ連時代
終戦時残存し、賠償艦としてソビエト連邦（以下、ソ連）に引き渡されることとなった。1945年11月5日付けで労農赤色海軍に編入されたZ33は、1946年1月2日付けで正式にその指揮下に入った。1月17日にはソ連軍人の指揮の下リエパーヤまで航行し、そこで艦隊水雷艇嚮導艦（ロシア語: лидер эскадренных миноносцев）として北バルト艦隊に編入された。
Z33は、ロストクで左舷とタービンの修理を受けた。2月13日付けで、艦名はプロヴォールヌイ（Проворный プラヴォールヌィイ）に改められた。この名称は、「機敏な、敏捷な」という意味のロシア語の形容詞である。1949年1月12日には、艦隊水雷艇（эскадренный миноносец）に種別を改められた。また、1950年春には武装を変更され、ソ連製の高角砲が搭載された。
1954年11月30日付けで種別を練習艦隊水雷艇（учебный эскадрнный миноносец）に変更された。1958年3月1日にはレニングラード(現在のサンクトペテルブルク)で武装解除の上、種別を浮き兵舎（плавучая казарма）に改められた。4月3日には、名称もPKZ-149（ПКЗ-149）に変更された。
1961年10月27日にはソ連海軍を除籍され、まもなく解体された。